# Wojciech Gołębiowski (lekkoatleta)
Wojciech Gołębiowski (ur. 18 grudnia 1946 w Łodzi, zm. 7 stycznia 2018 tamże) – polski lekkoatleta, specjalizujący się w skoku wzwyż.
Czterokrotny medalista mistrzostw kraju, wieloletni reprezentant Polski. Uczestnik ME 1971 w Helsinkach (7 miejsce). Rok wcześniej zajął również 7 miejsce podczas HME 1970 w Wiedniu. Podopieczny trenera Jerzego Wilkoszyńskiego. Bronił barw ŁKS Łódź. Rekord życiowy: 2,18 m (3 września 1970, Warszawa).
Jest pochowany na cmentarzu ewangelicko-augsburskim przy ulicy Ogrodowej w Łodzi.